# 阿塔斯卡德罗 (加利福尼亚州)
阿塔斯卡德罗（英語：Atascadero），是美国加利福尼亚州圣路易斯-奥比斯波县下属的一座城市。建市于1979年7月2日，面积大约为25.64平方英里（66.4平方公里）。根据2010年美国人口普查，该市有人口28,310人。